# Lincolnshire (Kentucky)
Lincolnshire es una ciudad ubicada en el condado de Jefferson en el estado estadounidense de Kentucky. En el Censo de 2010 tenía una población de 148 habitantes y una densidad poblacional de 1.190,48 personas por km².

## Geografía
Lincolnshire se encuentra ubicada en las coordenadas 38°13′26″N 85°37′18″O / 38.22389, -85.62167. Según la Oficina del Censo de los Estados Unidos, Lincolnshire tiene una superficie total de 0.12 km², de la cual 0.12 km² corresponden a tierra firme y (0%) 0 km² es agua.

## Demografía
Según el censo de 2010, había 148 personas residiendo en Lincolnshire. La densidad de población era de 1.190,48 hab./km². De los 148 habitantes, Lincolnshire estaba compuesto por el 95.27% blancos, el 0% eran afroamericanos, el 0% eran amerindios, el 0.68% eran asiáticos, el 0% eran isleños del Pacífico, el 2.7% eran de otras razas y el 1.35% pertenecían a dos o más razas. Del total de la población el 2.7% eran hispanos o latinos de cualquier raza.